# Mano d'aquila
Mano d'aquila è un termine utilizzato in araldica per indicare la gamba d'aquila sostenente un mezzo volo.

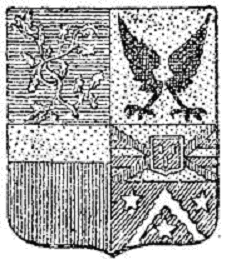
Due mani d'aquila addossate
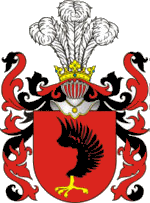
Di rosso, alla mano d'aquila di nero, membrata d'oro ("Kopacz", stemma della nobiltà polacca)
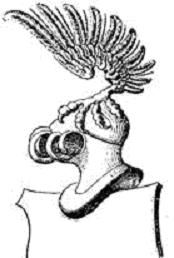
Mano d'aquila per cimiero